# Haft krzyżykowy

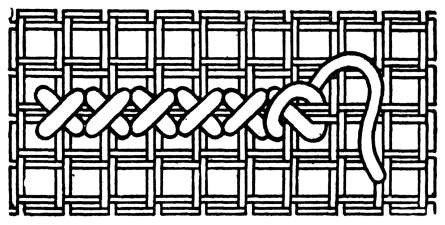
Rysunek haftu krzyżykowego

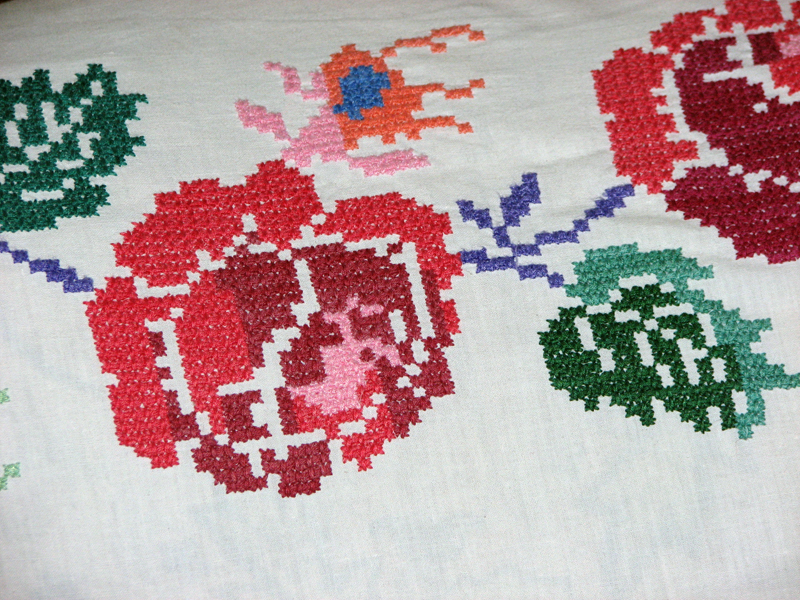
Haft krzyżykowy

Haft krzyżykowy – rodzaj haftu, w którym na materiale w formie siatki o jednakowej na całej powierzchni gęstości oczek (kanwie) wykonuje się tzw. "krzyżyki". Są to podstawowe elementy haftu krzyżykowego. Powstają one przez przeplecenie kolorowej nici przez oczko kanwy, a następnie zrobienie tego samego w taki sposób, aby kolejna część nitki pokryła poprzednią, przecinając ją pod kątem prostym (krzyżyk).
Haft krzyżykowy stosowany był szeroko w zdobieniu polskiego stroju ludowego, w różnych regionach.